# Resolução 326 do Conselho de Segurança das Nações Unidas
A Resolução 326 do Conselho de Segurança das Nações Unidas, adotada em 2 de fevereiro de 1973, preocupada com atos provocativos e agressivos cometidos pela Rodésia contra a Zâmbia e perturbado pela contínua intervenção militar da África do Sul na Rodésia, o Conselho condenou todos os atos de provocação e assédio contra a Zâmbia .
A resolução exigia a retirada imediata de todas as forças militares sul-africanas da Rodésia e de sua fronteira com a Zâmbia e decidiu enviar uma missão especial (composta por 4 membros do Conselho a serem nomeados pelo Presidente) para avaliar a situação na área e informe até 1 de março de 1973 . O Conselho também aproveitou a oportunidade para reafirmar todas as suas posições anteriores contra as nações da Rodésia e da África do Sul .
A resolução foi aprovada por 13 votos a nenhum, com a abstenção do Reino Unido e dos Estados Unidos.